# Heteropalpia profesta
Heteropalpia profesta is een vlinder uit de familie spinneruilen (Erebidae). De wetenschappelijke naam is voor het eerst geldig gepubliceerd in 1887 door Christoph.
De soort komt voor in tropisch Afrika.